# 埃斯康多利耶尔
埃斯康多利耶尔（法語：Escandolières，法語發音：[ɛskɑ̃dɔljɛʁ]）是法国阿韦龙省的一个市镇，属于鲁埃格自由城区。

## 地理
埃斯康多利耶尔（44°28'8"N, 2°20'22"E）面积13.5 平方千米，位于法国奧克西塔尼大區阿韦龙省，该省份为法国南部内陆省份，位于法國中央高原南部，北起顺时针与康塔爾省、洛泽尔省、加尔省、埃罗省、塔恩省、塔恩-加龙省和洛特省接壤。
与埃斯康多利耶尔接壤的市镇（或旧市镇、城区）包括：欧济茨、布尔纳泽勒、古特朗、圣克里斯托夫瓦隆。

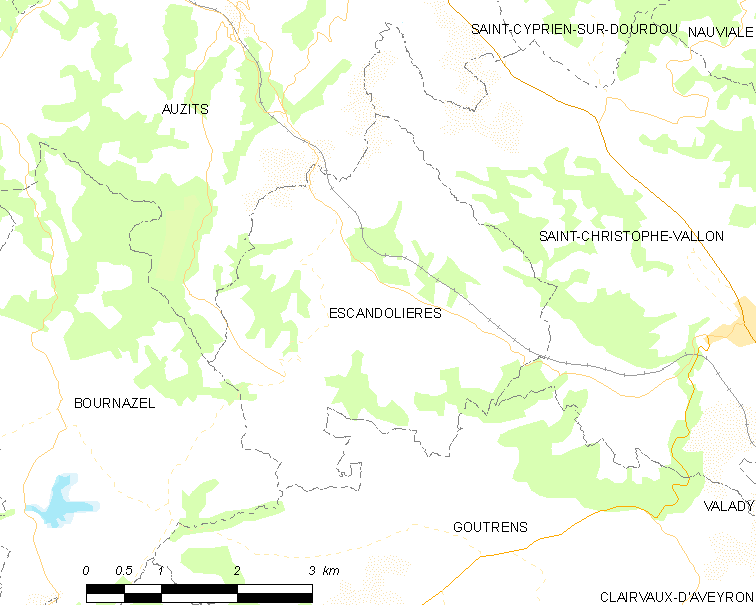
埃斯康多利耶尔的OSM定位图

埃斯康多利耶尔的时区为UTC+01:00、UTC+02:00（夏令时）。

## 行政
埃斯康多利耶尔的邮政编码为12390，INSEE市镇编码为12095。

## 政治
埃斯康多利耶尔所属的省级选区为埃讷-阿尔祖县。

## 人口

1962-2008年间埃斯康多利耶尔人口变化图示

埃斯康多利耶尔于2022年1月1日时的人口数量为222人。